# BEST Inc.
BEST Inc. (также известна под названиями Best Express и Best Logistics) — китайская частная логистическая группа, работающая через дочерние транспортные и курьерские компании, в том числе BEST Freight, BEST Supply Chain Management, BEST Global и облачную платформу BEST Cloud. Основана в 2007 году, штаб-квартира расположена в Ханчжоу.   

## История
Компания основана в Ханчжоу в 2007 году. В 2008 году BEST Inc. запустила BEST Supply Chain Management и получила 15 млн долларов инвестиций от Alibaba Group и Foxconn. В 2010 году BEST Inc. приобрела курьерскую компанию Huitong Express, на базе которой запустила BEST Express, и открыла логистический парк для электронной коммерции в Шанхае.
В 2012 году BEST Inc. приобрела транспортную компанию Quanjitong, на базе которой запустила подразделение BEST Freight, а в 2013 году запустила финансовую компанию BEST Capital. В 2015 году BEST Inc. запустила сервис BEST Store+ и компанию BEST Global (операции в США и Германии), а также приобрела сервис международной логистики 360 Hitao.
В 2016 году BEST Inc. запустила сервис BEST UCargo (платформа онлайн-брокерских услуг), в сентябре 2017 года вышла на Нью-Йоркскую фондовую биржу, в 2019 году вышла на зарубежные рынки — Вьетнама (экспресс-доставка) и Таиланда (экспресс-доставка и услуги цепочки поставок). В 2020 году BEST Inc. запустила услуги экспресс-доставки в Малайзии, Камбодже и Сингапуре, а также трансграничные логистические услуги между Китаем и Юго-Восточной Азией.

## Деятельность
BEST Inc. занимается управлением цепями поставок, оптимизацией маршрутов, «умными» складами и логистическими парками, транспортными услугами и экспресс-доставкой. В состав группы входит несколько дочерних структур:
- BEST Freight — сортировка и доставка грузов (имеет собственный автопарк, склады и более 20 тыс. пунктов обслуживания).
- BEST Supply Chain Management — управление цепями поставок для корпоративных клиентов (крупнейшими из них являются Foxconn, COFCO Fortune, Mars Wrigley China и Li-Ning).
- BEST Global — международное подразделение, доставляющее грузы в США, Таиланд, Вьетнам, Малайзию, Сингапур и Камбоджу[8].
- BEST Cloud — облачная платформа логистических услуг.

По итогам 2021 года основные продажи пришлись на доставку грузов (47,7 %), управление цепочками поставок (15,9 %) и трансграничные логистические услуги (10,5 %).

## Акционеры
По состоянию на 2022 год крупнейшими акционерами BEST Inc. являлись Alibaba Group (4,04 %), Goldman Sachs (3,77 %), Oppenheimer Funds (3,39 %), Shanghai Fosun Industry Investment (2,64 %), Times Square Capital Management (1,62 %), IDG Capital (1,6 %), Waddell & Reed (1,23 %), Allspring Global Investments (1,12 %) и The Vanguard Group (1,06 %).